# 91870 Malcolmjozoff
91870 Malcolmjozoff este o planetă minoră (asteroid), cu un diametru de 5,11 km, din centura de asteroizi. A fost descoperită pe 29 octombrie 1999 la Stația Anderson Mesa de Lowell Observatory Near-Earth-Object Search. 
Obiectul prezintă o orbită caracterizată de o semiaxă mare de 2,8478216319198 UAi, o excentricitate de 0,1407985129056, o înclinație de 9,3670821929709 ° în raport cu ecliptica.